# 영화음악 (기독교방송)
최강희의 영화음악은 대한민국의 방송국 기독교방송의 라디오 채널 CBS 음악FM에서 매일 오전 11시부터 낮 12시까지 방송되는 영화음악 전문 라디오 프로그램이다. 국내 외 영화 음악을 위주로 들려준다. 평일에는 생방송, 주말에는 녹음방송으로 진행된다. 수도권에서는 초단파 93.9MHz, 부산광역시에서는 초단파 102.1MHz, 서부산에서는 초단파 105.3MHz, 광주광역시 전지역, 나주, 담양, 장성 등 전라남도 일부 지역에서는 초단파 98.1MHz, 강원특별자치도, 충청남북도, 전북특별자치도, 제주특별자치도 등의 지방과 해외에서는 CBS 인터넷 라디오 레인보우로 청취할 수 있다.

## 역사
1995년 12월 15일 《시네마 천국》이란 이름으로 방송을 시작하여 오정해, 추상미 등의 DJ들이 거쳐갔다. 1998년부터 신지혜 아나운서가 진행을 맡으면서 신지혜의 영화음악으로 이름이 바뀌었고 2023년 10월 31일까지 만 25년 동안 신지혜 아나운서가 진행했다. 2023년 11월 1일부터 배우 최강희가 진행한다.
영화음악은 1998년 초 1인 제작 시스템의 파일럿 프로그램으로 시작되었고, 신지혜 아나운서가 이 프로그램을 맡은후 만 10년동안 기획-원고 집필-진행-제작을 했다. 이 때 아나운서가 제작까지 맡아서 신지혜 아나운서는 '아나듀서'로 불리었다. 2002년부터 최영미, 안신영, 최지영 작가가 참여하여 <시네마 레터>, <그남자 그여자의 사정>, <영화처럼 사는 여자>, <영화 읽어주는 여자> 등의 코너 원고를 썼다. 신지혜 아나운서는 오프닝과 <인 더 무드> 같은 음악적 성격의 코너의 원고를 썼다. 2008년부터는 천진란 작가가 참여하여 연출, 진행 두 파트를 신지혜 아나운서가 겸임하고 있는데, 2014년 3월 16일에는 신지혜 아나운서의 개인 사정으로 2014년 3월 17일부터 2014년 9월 21일은 유지수 아나운서가 "CBS 영화음악 유지수입니다"라는 프로그램명으로 잠시 진행하였으나, 2014년 9월 22일에 복귀하였다가 2023년 10월 31일까지 진행하였다가 2023년 11월 1일부터는 배우 최강희가 진행하고 있으며, 현재 작가는 최지영이다.

## 지역 프로그램
| 프로그램          | 방송지역   | 방송국  | 진행자 |
| ----------------- | ---------- | ------- | ------ |
| 박준상의 모닝팝업 | 대구광역시 | 대구CBS | 박준상 |

## 코너
- 영화가 좋다 퀴즈가 좋다 (수)
- 지극히 사적인 취향 (토)

## 같이 보기
- CBS 음악FM

## 오프닝 시그널
- Luis Bacalov - Il Postino - Bicycle